# 盧布拉涅茨
盧布拉涅茨是波蘭的城鎮，位於該國中部，由庫亞維-波美拉尼亞省負責管轄，面積1.97平方公里，2006年人口3,207。第二次世界大戰期間，納粹德國在1939年至1945年期間佔領該鎮。
52°33′N 18°50′E / 52.550°N 18.833°E